# نئو اکسچنج
نئو اکسچنج (انگلیسی: NEO Exchange) شرکت خدمات مالی کانادایی است، که در سال ۲۰۱۵ تأسیس شد.